# Ausscheidungsfahren
Das Ausscheidungsfahren ist eine Disziplin des Bahnradsports. Es wird als Einzelwettbewerb und als Teil des Omniums ausgetragen.

## Regeln

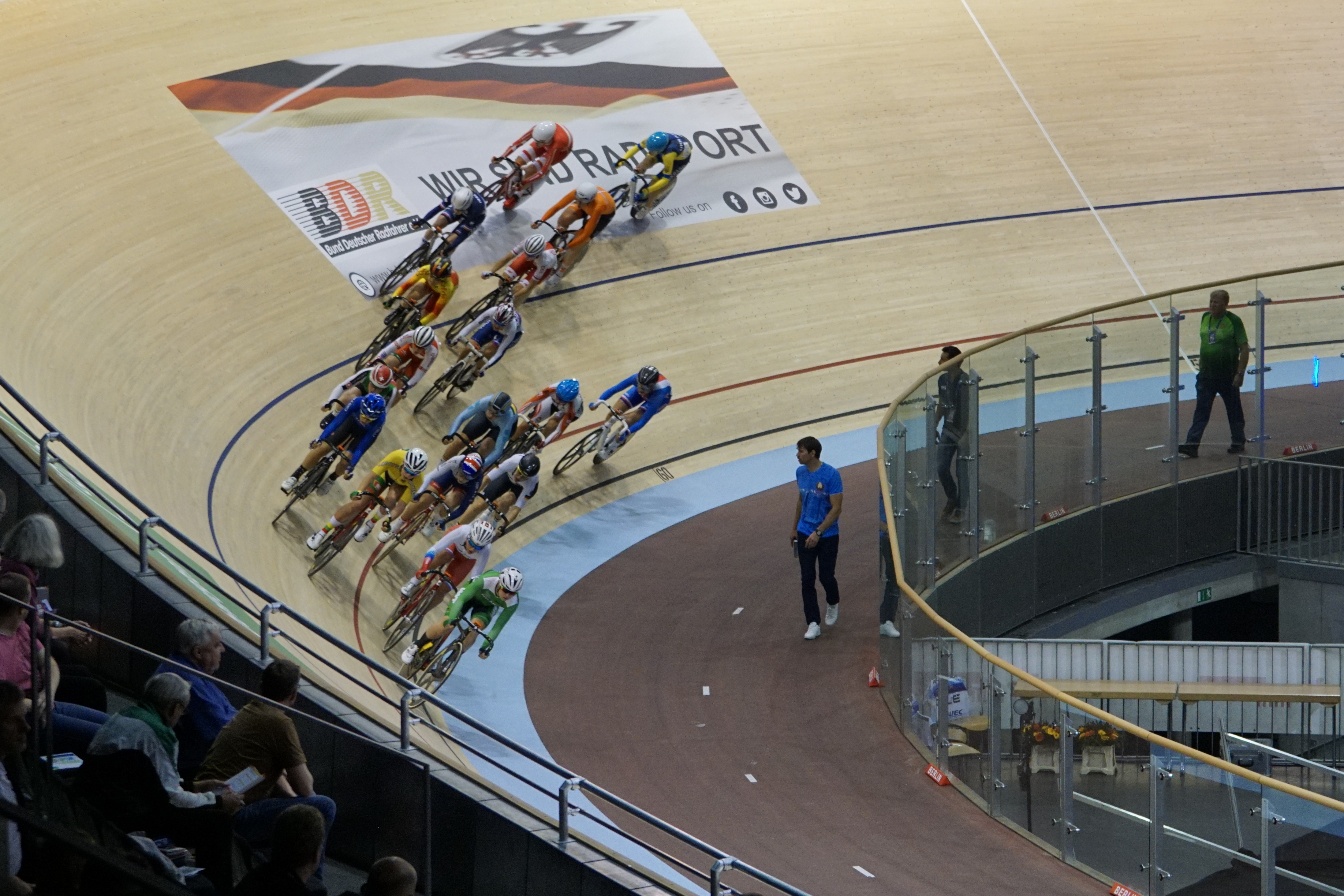
Ausscheidungsfahren bei den Bahnradsport-Europameisterschaften 2017.

Die Regeln des Ausscheidungsfahren sind in Abschnitt 3.2 § 14 des UCI-Regelwerks festgehalten und sind recht simpel. Der Wettbewerb beginnt mit einem gemeinsamen Start aller Rennfahrer. In Intervallen – meist alle zwei Runden – wird ein Sprint durchgeführt, bei dem der jeweils letzte Fahrer ausscheidet; maßgeblich ist das Hinterrad. Nur im Sprint der beiden letzten Fahrer zählt das Vorderrad. Die Platzierung der Fahrer erfolgt in umgekehrter Reihenfolge ihres Ausscheidens.
Bei Bahnen von unter 200 Meter Länge findet jede dritte Runde ein Sprint statt, bei Bahnen ab 333 Metern jede Runde, ansonsten jede zweite. Sofern nicht jede Runde ein Sprint stattfindet, wird eine Sprintrunde durch Läuten der Glocke angezeigt. Der jeweils ausgeschiedene Fahrer bekommt dies durch ein Gerät an seinem Lenker, per Lautsprecherdurchsage und/oder durch Anzeige der Jury mitgeteilt und hat das Rennen zu verlassen. Tut ein Fahrer dies nicht oder zu spät, wird das Rennen solange neutralisiert. Falls zwischen zwei Sprints ein oder mehrere Fahrer überrundet werden oder aufgeben, so scheiden diese aus; es gibt dann keine zusätzliche Elimination im Sprint. Die Jury kann auch entscheiden, anstelle des letzten einen anderen Fahrer zu entfernen, der sein Ausscheiden durch regelwidriges Verhalten zu verhindern gesucht hat, etwa durch gefährliche Fahrweise oder durch Überholen auf der Côte d’Azur, die nicht zur eigentlichen Rennbahn gehört.
Wie auch bei anderen Rennen mit Massenstart kann bei Stürzen oder Pannen einzelner Fahrer eine Neutralisation verhängt werden; die Betroffenen haben dann fünf Runden Zeit, wieder ins Rennen zurückzukehren. Bei Massenstürzen kann auch eine Unterbrechung oder gar ein Neustart erforderlich sein. Die Maximalzahl der Fahrer, die an einem Lauf teilnehmen können, ist wie bei anderen Massenstart-Disziplinen abhängig von der Bahnlänge; bei 250-Meter-Bahnen beträgt sie 24. Nehmen mehr Fahrer an einem Wettbewerb teil, werden als Qualifikation zunächst mehrere Scratch-Rennen ausgetragen.

## Entwicklung
Das Ausscheidungsfahren wurde über viele Jahre fast ausschließlich bei Sechstagerennen ausgetragen, auch häufig als Mannschafts-Ausscheidungsfahren.
Seit 2010 gehört das Ausscheidungsfahren als Teil des Omniums zum Programm der Bahnradsport-Weltmeisterschaften und in dieser Form seit 2012 auch zum Programm der Olympischen Spiele.  2015 wurde diese Disziplin erstmals bei Bahnradsport-Europameisterschaften offiziell als eigenständiger Wettbewerb ausgetragen. Im Juni 2020 wurde das Ausscheidungsfahren in das Programm der Weltmeisterschaften und des UCI Track Cycling Nations’ Cup aufgenommen. Zudem ist es Teil der seit 2021 ausgetragenen UCI Track Champions League.

## Paracycling
Für Anfang 2025 wurde das Ausscheidungsfahren ins Regelwerk für Paracycling aufgenommen, wo es in der Klasse C (Rennräder) ausgetragen wird. Über eine mögliche Austragung bei Weltmeisterschaften ist noch nichts bekannt.

## Ergebnisse bei Bahnradsport-Weltmeisterschaften

### Männer
| Jahr | Gold          | Silber        | Bronze           |
| ---- | ------------- | ------------- | ---------------- |
| 2021 | Elia Viviani  | Iúri Leitão   | Sergei Rostowzew |
| 2022 | Elia Viviani  | Corbin Strong | Ethan Vernon     |
| 2023 | Ethan Vernon  | Dylan Bibic   | Elia Viviani     |
| 2024 | Tobias Hansen | Elia Viviani  | Dylan Bibic      |

### Frauen
| Jahr | Gold                | Silber           | Bronze           |
| ---- | ------------------- | ---------------- | ---------------- |
| 2021 | Letizia Paternoster | Lotte Kopecky    | Jennifer Valente |
| 2022 | Lotte Kopecky       | Rachele Barbieri | Jennifer Valente |
| 2023 | Lotte Kopecky       | Valentine Fortin | Jennifer Valente |
| 2024 | Ally Wollaston      | Lotte Kopecky    | Jennifer Valente |